# Kryptonim Kuguar
Kryptonim Kuguar (oryg. Daihao meizhoubao, chiń. 代号美洲豹; pinyin Dàihào měizhōubào) – chiński dreszczowiec z 1989 roku w reżyserii Yanga Fenglianga i Zhanga Yimou. Premiera obrazu odbyła się 21 listopada 1989 roku.
W 1989 roku, podczas 12. edycji rozdania nagród Hundred Flowers Awards, Gong Li zdobyła nagrodę dla najlepszej aktorki drugoplanowej.

## Fabuła
We wrześniową noc, prywatny samolot lecący z Tajpej do Seulu, zostaje uprowadzony przez kilku członków Tajwańskiego Frontu Wyzwolenia i zmuszony do lądowania w Chińskiej Republice Ludowej. Chińskie władze nie wiedzą jak rozwiązać trudną dla nich sytuację, ponieważ na pokładzie samolotu znajduje się bogaty biznesmen ważny dla rozwoju ich kraju, dlatego nie mogą dokonać szturmu na samolot. Biznesmen jest również ważną osobą w Republice Chińskiej, której Chińska Republika Ludowa istnienia nie uznaje. Dwa rządy postanawiają potajemnie się porozumieć i znaleźć wspólnie rozwiązanie sytuacji.

## Obsada
- Ge You
- Gong Li
- Yu Rongguang
- Yang Yazhou
- Fan Ding
- Yao Xu
- Zheng Wenni
- Liu Xiaoning
- Lan Gu
- Wang Xueqi
- Min Tian[3]